# Janusz Liberkowski
Janusz Liberkowski (né le 9 mars 1953 à Nowa Sól en Pologne) est un ingénieur et mécanicien polonais, vainqueur de la première édition d' American Inventor.

## Biographie
Il est diplômé en 1981 de l'École polytechnique de Gdańsk (Politechnika Gdańska). Après leur mariage, les Liberkowski s'installent à Sopot et en 1984 partent pour les États-Unis. Janusz y travaille depuis 1985 pour la société Intel. Il est auteur et coauteur de treize brevets dont sept mis en en œuvre par Intel. Il est également membre de l'Association of Polish-American Engineers (Association d'Ingénieurs Polono-Américains).
Le 19 mai 2006 il gagne le concours American Inventor pour avoir inventé le siège enfant sphérique qu'il a appelé Anecia Safety Capsule. La différence avec le siège classique est une coquille qui se referme au moment du choc. L'idée de l'invention est née de la douleur éprouvée par les Liberkowski après la mort de leur fille Aneta dans un accident de circulation.
Après avoir touché un million de dollars, Liberkowski signe un contrat avec l'entreprise Evenflo, fabricant de matériel de puériculture. Il se voit proposer le poste de directeur de projet, mais son invention est modifiée à tel point par Evenflo que Liberkowski démissionne et cherche un partenaire commercial en Pologne.